# ایستگاه امرشام
ایستگاه امرشام (انگلیسی: Amersham station) یکی از ایستگاه‌های متروی لندن و راه‌آهن انگلستان است.
این ایستگاه که در شهرک امرشام قرار دارد در سال ۱۸۹۲ تأسیس شده و جزئی از خط متروپولیتن و خط لندن تا آیلزبری می‌باشد.